# サンセット・サウンド・レコーダーズ
サンセット・サウンド・レコーダーズ (Sunset Sound Recorders) は、サンセット通り6650に位置するカリフォルニア州ハリウッドの録音スタジオである。

## 概要
1962年に、ウォルト・ディズニーからの奨励を受けた、レコーディング・ディレクターのトゥッティ・カメラータが、それまで商業用や住居用だった建物群を複合スタジオに改築した。中には築80年以上の建物もあった。以降、『バンビ』や『ベッドかざりとほうき』『メリー・ポピンズ』『101匹わんちゃん』など、初期ディズニー作品のオーディオのレコーディングに使用される事となった。
エルトン・ジョンやレッド・ツェッペリンのヒット作ほか、ローリング・ストーンズの『メイン・ストリートのならず者』や、ザ・ビーチ・ボーイズの『ペット・サウンズ』、リンダ・ロンシュタットの『ドント・クライ・ナウ』、ドアーズの『ハートに火をつけて』と『まぼろしの世界』など、これまでに200作以上のゴールド・レコードのレコーディングが行われた。
その他にも下記のようなアーティストたちが、このスタジオを利用した。
- ニール・ヤング
- ポール・マッカートニー
- フランク・ザッパ
- キャプテン・ビーフハート・アンド・ザ・マジック・バンド
- リンゴ・スター
- シェリル・クロウ
- スティーヴィー・ニックス
- フリートウッド・マック
- スマッシング・パンプキンズ
- サム・フィリップス
- ヴァン・ヘイレン
- サーティー・セカンズ・トゥ・マーズ
- ランディ・ストーンヒル
- ジェームス・テイラー
- ランディ・ニューマン
- ブレッド
- トム・ペティ
- レイ・ラモンターニュ
- サム・クック
- ドリー・パートン
- ケニー・ロジャース
- デボラ・ハリー
- ウィーザー
- ロストプロフェッツ
- ジャニス・ジョプリン
- トム・ジョーンズ
- ボブ・ディラン
- バッファロー・スプリングフィールド
- アリス・クーパー
- ベック
- プリンス
- エリオット・スミス
- ザ・ヴァインズ
- ディクシー・チックス
- ラヴ
- トム・ウェイツ
- ウルフマザー
- レッド・ライダー
- リチャード・マークス
- アークティック・モンキーズ
- はっぴいえんど
- 矢沢永吉
- UNICORN
- 奥田民生
- THE YELLOW MONKEY
- Mr.Children

など